# Bologa
Bologa – wieś w Rumunii, w okręgu Kluż, w gminie Poieni. W 2011 roku liczyła  583 mieszkańców.